# Grands Boulevards (stanice metra v Paříži)
Grands Boulevards je přestupní stanice pařížského metra mezi linkami 8 a 9. Nachází se na hranicích 2. a 9. obvodu v Paříži v místě, kde se kříží ulice Boulevard Poissonnière, Boulevard Montmartre a Rue Montmartre.

## Historie
Stanice byla otevřena 5. května 1931 při prodloužení linky 8 ze stanice Richelieu – Drouot do Porte de Charenton.
Spojení mezi stanicemi Richelieu – Drouot a République je stavebně velmi zajímavý úsek, kde jsou koleje linek 8 a 9 vedeny souběžně pod sebou v jednom tunelu. Stanice linky 8 se nacházejí v horním patře a stanice linky 9 v dolním. Nástupiště pro linku 9 byla otevřena 10. prosince 1933.

## Název
Původní název stanice byl Montmartre, později Rue de Montmartre podle ulice, která vedla z Paříže na Montmartre. 1. září 1998 byla stanice přejmenovaná na dnešní název Grands Boulevards neboli Velké bulváry. Původní název totiž působil zmatky mezi turisty, kteří se domnívali, že tato stanice je umístěná na Montmartru. Velké bulváry je tradiční označení pro pás širokých ulic, které vedou na místě bývalých městských hradeb od kostela La Madeleine přes náměstí Republiky až k bývalé Bastile – Boulevard de la Madeleine, Boulevard des Capucines, Boulevard des Italiens, Boulevard Montmartre, Boulevard Poissonnière, Boulevard de Bonne-Nouvelle, Boulevard Saint-Denis, Boulevard Saint-Martin, Boulevard du Temple, Boulevard des Filles-du-Calvaire a Boulevard Beaumarchais. Pod všemi těmito bulváry vede linka 8.

## Vstupy
Stanice má několik východů:
- Rue de Faubourg Montmartre
- Boulevard Montmartre
- Rue Montmartre
- Boulevard Poissonnière
- Rue Saint-Fiacre
- Rue Rougemont

## Zajímavosti v okolí
- Musée Grévin